# Ministre de Subministraments
El Ministre de Subministraments (gaèlic irlandès An tAire Soláthairtí) fou creat per la Ministers and Secretaries (Amendment) Act, 1939 per ajudar Irlanda durant la Segona Guerra Mundial, o L'Emergència, com era coneguda pel Govern d'Irlanda. Les funcions del ministre foren transferides al Ministre d'Indústria i Comerç quan fou abolit.

## Ministre de Subministraments
| Núm. | Nom         | Mandat                | Mandat               | Partit      | Taoiseach | Taoiseach       |
| ---- | ----------- | --------------------- | -------------------- | ----------- | --------- | --------------- |
| 1    | Seán Lemass | 8 de setembre de 1939 | 31 de juliol de 1945 | Fianna Fáil |           | Éamon de Valera |